# Смерть велосипедиста
«Смерть велосипедиста» (исп. Muerte de un ciclista) — испанский драматический фильм 1955 года в жанре соцреализма, снятый режиссёром Хуаном Антонио Бардемом. В главных ролях снимались Хуан Клосас и итальянская актриса Лючия Бозе, которая была озвучена на испанском актрисой Эльзой Фабрегас. Фильм получил премию FIPRESCI на Каннском кинофестивале 1955. Относится к триптиху в творчестве режиссёра: «Главная улица» (1956, пр. МКФ в Венеции), «Смерть велосипедиста» и «Месть».
В США фильм впервые вышел под названием The Age of Infidelity (с англ. — «Эпоха Неверности»).

## Сюжет
Профессор университета Хуан Фернандес Солер (Альберто Клосас) и богатая замужняя дама Мария Хосе де Кастро (Люсия Бозе) во время поездки на автомобиле сбивают велосипедиста. Несмотря на то, что велосипедист жив и нуждается в помощи, пара решает оставить его на месте аварии. Сообщение о его смерти заставляет Марию Хосе и Хуана сильно переживать за свою личную жизнь.
Для Марии Хосе раскрытие этого преступления (а значит, и их романа) означало бы прощание с её образом жизни светской львицы. Однако смерть велосипедиста, а затем и студенческие волнения, заставляют Хуана задуматься о собственном жизненном выборе. Эти тревоги усугубляются вмешательством Рафы (Карлос Касаравилья), искусствоведа, который наблюдает за светской жизнью и испытывает отвращение к ней. Его намерения «очистить» высший класс раскрываются через его план разоблачения Марии Хосе и Хуана.
В конце фильма Хуан решает сдаться полиции и зовёт с собой Марию Хосе. Однако она не решается, а вместо этого по пути в полицейский участок, когда они останавливаются на месте, памятном для Хуана, сбивает его на своём автомобиле, предположительно убив его. После этого Мария Хосе, возвращаясь к мужу в темноте на ночной дороге в последний момент замечает другого велосипедиста, выворачивает руль, чтобы избежать аварии, пробивает заграждение моста и падает в автомобиле на землю. В последних кадрах фильма видно, как велосипедист замечает Марию Хосе, лежащую в искорёженном аварией автомобиле, подсветив её фонариком, но гасит фонарик и отходит. Затем замечает неподалёку свет окон дома и уезжает.

## В ролях
- Лучия Бозе — Мария Хосе де Кастро
- Альберто Клосас — Хуан Фернандес Солер
- Отелло Тосо — Мигель Кастро
- Бруна Корра — Матильда
- Карлос Касаравилла — Рафаэль «Рафа» Сандовал
- Мануэль Александре — велосипедист

## Критика
Фильм получил премию FIPRESCI на Каннском кинофестивале 1955.

Кинокритик Марк Месарос выделяет стилистические аспекты фильма: 
«„Смерть велосипедиста“ — это полемический рассказ, который заимствует грамматику хичкоковской тайны убийства, а также запретную романтику нуарных фильмов для достижения своих идеологических целей… Начиная с наиболее эффективных приемов, необходимо отметить блестящее использование Бардемом монтажных склеек и переходов на протяжении всего фильма. Больше всего зрителям запомнится то, как легко и непринужденно фильм переходит от, казалось бы, первичной мелодрамы к сценам так называемого „соцреализма“. Сначала обостряется тема буржуазной среды и средой рабочего класса, но позже возникают более абстрактные ассоциации».
Упоминаемый в критических заметках соцерализм, связывают с влиянием картин художников нео-реалистов из соседней Италии.

Лоуренс Рассел сравнивает «Смерть велосипедиста» с фильмом Антониони «Хроника одной любви»: 
«Влияние первого полнометражного фильма Антониони „История одного любовного романа“ (Cronaca di un Amore) 1950 года ощущается повсеместно, и это не только потому, что Бардем использовал ту же исполнительницу главной роли, итальянскую звезду Лючию Бозе. Зимний пейзаж, сюжет с сексуальным треугольником, неоднозначное преступление, главные герои, стиль и исполнение многих сцен, наклон в сторону фильма-нуар… все это делает „Смерть велосипедиста“ достойным типичного голливудского реверс-инжиниринга, который так характерен для американской киноиндустрии».
Ольга Рейзен отмечает влияние времени, в которое была снята картина: 
«В фильмах Бардем, снятых им во франкистской Испании, атмосфера была наполнена ощущением густой провинциальной несвободы, в них, в самом деле, „никогда ничего не происходило“ — так и называлась одна из его лент. А те мелкие, частные фактики жизни, что попадали в объектив камеры Б., как, например, адюльтер богатой женщины, по чьей вине погибает не только велосипедист, но и её возлюбленный („Смерть велосипедиста“),... — лишь драматургические ходы, необходимые для более четкого высвечивания несовершенства мироустройства». 
Кинокритик Роберт Келер сравнивает сценариста Хуана Антони Бардема с Жаком Турнёром и Раулем Уолшем. Келлер так же отмечает, что фильм запоминается ему не как «суровое обличение лицемерия и коррупции эпохи Франко», а именно человеческим отношениями между героями фильма: «наполовину ужасающим, наполовину комичным хороводом трёх людей, попавших в паутину непонимания (Мария Хосе ошибочно уверена, что Рафа был свидетелем велосипедной аварии) и недоверия (каждого из них к другому)».

## Издания
Фильм издан в США компанией Criterion Collection.
DVD от Criterion включает буклет с эссе Марши Киндер и речь, которую режиссёр Хуан Антонио Бардем произнёс на конгрессе в Саламанке в мае 1955 года. В ней Бардем гневно осуждает «Раза», автобиографический фильм Франко, как ложный с политической точки зрения и осуждает все остальное испанское кино до сегодняшнего дня как простой эскапизм. Это эссе вошло в книгу Марши Киндер.

## Производство фильма и съемки
Фильм снимался в Мадриде и окрестностях. Большая часть сцен была снята в Университетском квартале. Сцена студенческой демонстрации, которая предшествовала будущим студенческим выступлениям против франкизма в 1956 году, снималась во внутреннем дворе здания мадридского Высшего совета по научным исследованиям, чтобы избежать взглядов прохожих и посторонних.

## Награды
- Победитель, Каннский кинофестиваль: Международная федерация кинопрессы (FIPRESCI Prize), Хуан Антонио Бардем, 1955[15].
- Победитель, Circulo de Escritores Cinematográficos, Фотография, Альфредо Фраиль, 1955[16].